# Élise-Daucourt
Élise-Daucourt é uma comuna francesa na região administrativa do Grande Leste, no departamento de Marne. Estende-se por uma área de 15.32 km², e possui 90 habitantes, segundo o censo de 2018, com uma densidade de 5.9 hab/km².